# USS Kearsarge (CV-33)
O USS Kearsarge (CV-33) foi um porta-aviões da Marinha dos Estados Unidos, pertencente à Classe Ticonderoga.

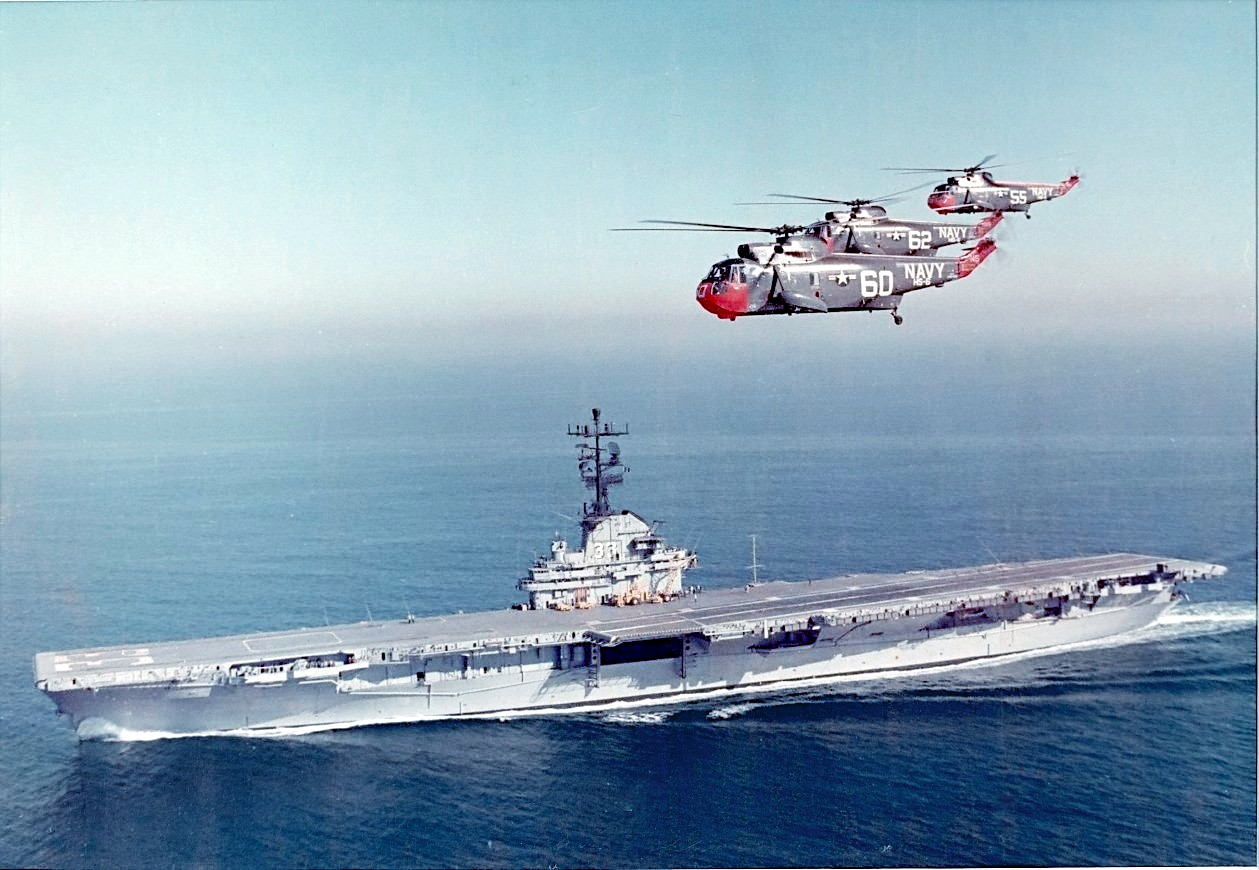
USS Kearsarge (CV-33) 1962
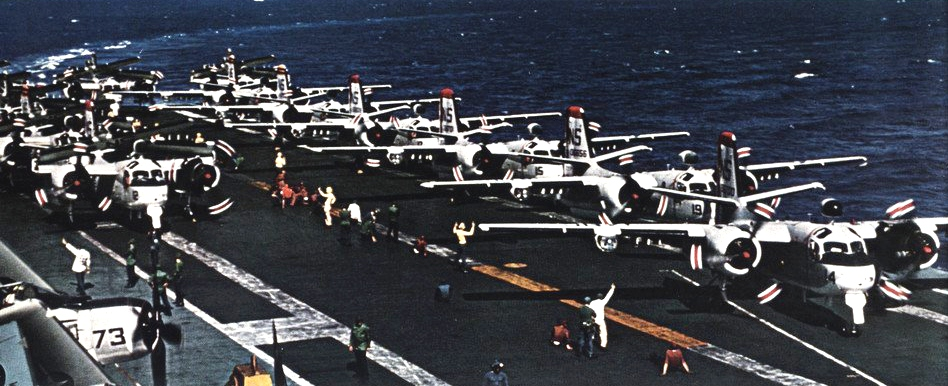
USS Kearsarge no início dos anos 1960.